# Датискові
Датискові (Datiscaceae) — родина дводольних рослин, до складу якої входять 3 роди з 4 видами.
Один з видів цієї родини — датиска конопляна (D. cannabina) — поширений від західної частини Малої Азії, Криту, Кіпру і Лівану до Південного Таджикистану і Непалу, а другий вид — датиска клубочкова (D. glomerata) — зустрічається в тихоокеанській Північній Америці — на півострові Каліфорнія (на півдні до Сьєрра-Сан-Педро-Мартир).

## Ботанічний опис
Обидва види датисків — високі, голі, багаторічні рослини, зовні дещо схожі на коноплю (звідси назва датиска конопляна), що виростають по берегах річок і струмків, у вологих лісах і в місцях близького стояння ґрунтових вод.
Два інші види датискових відносяться до двох монотипових родів: — октомелесу (Octomeles) і тетрамелесу (Tetrameles). На відміну від датиску обидва ці роди представлені дуже високими деревами з добре розвиненим доскоподібним корінням, ростуть в тропічних лісах.
Листя у датискових позбавлені прилистків, чергові, непарнопічасті або пірчастонадрізані (датиска), також можуть бути цілісними або зубчастим. Листя октомелеса, так само як осі суцвіття і квітки, густо вкриті своєрідними волосками. Анатомічна будова вегетативних органів дуже спеціалізованого типу, зокрема, членики судин виключно з простою перфораційною пластинкою. Квітки також дуже спеціалізовані і зібрані в пазушні суцвіття, які у деревних родів великі, багатоквіткові і висячі. Вони дводомні, але у каліфорнійської датиски клубочкові квітки у одних рослин двостатеві і протогінічні, а в інших — чоловічі (жіночих рослин у цього виду не буває). Квітки звичайно безпелюсткові, за винятком чоловічих квіток октомелеса, забезпечених маленькими трикутними пелюстками, і рудиментарних пелюсток, що іноді зустрічаються в чоловічих квітках тетрамелеса. Чашолистки зрощені у трубку. Тичинки в однаковому числі з чашолистками і супротивні їм, з великими пиляками, що містять велику кількість пилкових зерен. Гінецей з вільними стовпчиками, цільними або роздільними. Зав'язь нижня, з численними насінними зачатками на плацентах, які у октомелеса, вростаючи всередину порожнини зав'язі, поділяють її на 6-8 камер. Плід у датіскових — коробочка з шкірястим околоплодником, що розкривається поздовжніми тріщинами (октомелес) або ж верхівкової часом, що утворюється між залишаються стовпчиками. Насіння численне, дуже дрібне, без ендосперму або з дуже мізерним ендоспермом. У тетрамелеса насіння крилате. Насіння датискових поширюються як вітром, так і поточної водою.

## Використання
Господарське значення датискових невелике. Датиска конопляна вважається на своїй батьківщині лікарською рослиною, а молоді пагони її вживають у їжу. Місцями її культивують для одержання жовтої фарби. Дещо більше економічне значення мають октомелес і тетрамелес. Використовують головним чином надзвичайно легку і м'яку деревину, невисокої якості, яка застосовується для виготовлення каное, для спорудження тимчасових помешкань і виготовлення ящиків.